# Zapus trinotatus
Zapus trinotatus (Запода пойнтреєський) — вид ссавців з надряду гризунів родини стрибакові (Dipodidae).

## Поширення
Країни поширення: Канада (південна Британська Колумбія), США (від штату Вашингтон до центральної Каліфорнії). Природними місцями проживання є поля та болота. Гірські місця проживання включають густі ліси, прибережні райони і альпійські луки.

## Життя
Цей вид нічний і сутінковий і зимує на строк до шести місяців у рік, залежно від температури навколишнього середовища. У першу чергу зерноїдний, але поживою також є фрукти, комахи, молюски і риба. Гнізда будує в норах під землею, на глибині 76 см від поверхні.
Сезон розмноження починається незабаром після того як самиці виходять зі сплячки. Для Британської Колумбії це травень—червень. Це припускає один виводок на рік. 4—8 дитинчат народжуються після вагітності 18—23 дні. Діти народжуються глухі, сліпі, безволосі (навіть без вібрісів). Молодь ссе молоко близько місяця.

## Морфологічні особливості
Загальна довжина: 215—258 мм, хвіст 120—162 мм, задні ступні 29—35 мм, вуха 12-16 мм, вага 17—36 гр, вага новонароджених 0.7—0.9 гр. Зубна формула: 1/1, 0/0, 1/0, 3/3, загалом 18 зубів.
Широка, від темно-коричневого до корицево-коричневого кольору смуга йде вздовж спини від носа до хвоста. Боки від жовтуватого до жовтувато-коричневого кольору. Низ білий часто з жовтувато-коричнюватими клаптями на горлі, грудях, череві. Хвіст довший ніж голова й тулуб; він темний зверху, а світлий знизу як і інші частини тіла. Лапи вкриті тонким коротким білим волоссям, крізь яке проглядається рожевувата шкіра. Часто сидить на довгих задніх ступнях, маніпулюючи їжею передніми лапами.